# جيريمي جونز (لاعب بلياردو أمريكي)
جيريمي جونز (بالإنجليزية: Jeremy Jones)‏ هو لاعب بلياردو أمريكي ‏ أمريكي، ولد في 30 أبريل 1971 في باي تاون في الولايات المتحدة.